# Каристос
Ка́ристос (греч. Κάρυστος) — город на юге острова Эвбея в Греции. Расположен на побережье залива Эгейского моря, на высоте 10 метров над уровнем моря. Каристос — центр одноимённого дима. В 1951 году население составляло 3118 жителей; по данным переписи 2001 года — 4960 жителей, в 2010 возросло до 13500. Регулярное морское сообщение с континентом налажено между портом Мармари (11 км к северо-западу от Каристоса) и портом Рафина на восточном побережье Аттики.
В Средние века город принадлежал Венеции, о чём напоминает сохранившаяся до наших дней крепость XIII века Castel Rosso. 29 августа 1348 г. состоялась морская битва между венецианцами и генуэзцами, верх в которой одержали венецианцы.
В Каристосе много хороших широких улиц с площадями, которые были спроектированы баварским инженером Мирбахом в середине XIX века близ развалин античного Кариста. Современный Каристос — популярный туристический курорт. Рядом с портом расположена венецианская крепость. Недалеко от города расположена гора Охи. В честь города добываемый на острове циполин иногда называют каристийским мрамором.